# نصير أباد عليا
نصير أباد عليا هي قرية في مقاطعة هشترود، إيران. عدد سكان هذه القرية هو 184 في سنة 2006.